# Тимонівська волость
Тимонівська волость — історична адміністративно-територіальна одиниця Старобільського повіту Харківської губернії із центром у слободі Тимонова.
Станом на 1885 рік складалася з 13 поселень, 13 сільських громад. Населення — 6570 осіб (3384 чоловічої статі та 3186 — жіночої), 918 дворових господарств.
|                     | Площа, десятин | У тому числі орної, дес. |
| ------------------- | -------------- | ------------------------ |
| Сільських громад    | 11713          | 10945                    |
| Приватної власності | 11756          | 11719                    |
| Казенної власності  | 1168           | 1168                     |
| Іншої власності     | 83             | 73                       |
| Загалом             | 24720          | 23905                    |

Основні поселення волості станом на 1885:
- Тимонова — колишня державна слобода при річці Красна за 60 верст від повітового міста, 1112 осіб, 349 дворових господарств, православна церква, школа, 2 лавки, 2 ярмарки на рік.
- Кочене — колишня державна слобода, 433 особи, 50 дворових господарства, православна церква, лавка.
- Шахів — колишній державний хутір, 595 осіб, 74 дворових господарства.
- Ямний — колишній державний хутір, 915 осіб, 120 дворових господарств.

Найбільші поселення волості станом на 1914 рік:
- слобода Тимонове — 3244 мешканці;
- хутір Ямний — 1162 мешканці.

Старшиною волості був Савва Михайлович Уткін, волосним писарем — Гаврило Бердин, головою волосного суду — Антон Юхимович Жерліцин.